# Polonia-Warschau-Stadion
Das Polonia-Warschau-Stadion  (polnisch: Stadion Polonii Warszawa, voller Name: Stadion Polonii Warszawa im. gen. Kazimierza Sosnkowskiego, Polonia-Warschau-Stadion benannt nach General Kazimierz Sosnkowski) ist ein Mehrzweckstadion in der Innenstadt der polnischen Hauptstadt Warschau. Es dient hauptsächlich als Spielstätte des Fußballvereins Polonia Warschau, aber auch dem American-Football-Verein Warsaw Eagles. Vermieter des Stadions ist die Stadt Warschau. Umgangssprachlich wird das Stadion auch K6 genannt, nach der Adresse in der ulica Konwiktorska 6.
Das Stadion wurde am 15. August 1928 mit einem Ligaspiel zwischen Polonia Warschau und Hasmonea Lwów eröffnet. Offiziell trägt es heute den Namen des früheren Vereinspräsidenten General Kazimierz Sosnkowski.
Die heutige Haupttribüne wurde zwischen 1949 und 1956 von einem Unternehmen der polnischen Eisenbahn errichtet und ersetzte eine hölzerne Tribüne. Polonia Warschau war damals der Eisenbahn zugeordnet und hieß zwischen 1949 und 1954 Kolejarz Warszawa. Die Osttribüne, die auf einem Erdwall steht, bestand schon vor dem Zweiten Weltkrieg.
Das Stadion bietet zurzeit Platz für 7.150 Zuschauer. Es besteht aus der westlichen Haupttribüne, die 2007 gründlich modernisiert wurde, der Kamienna (die Steinerne) genannten Osttribüne, die 2004 überdacht wurde, und einem kleinen nicht überdachten Gästeblock auf der Nordseite.
Momentan ist für das Stadion eine Großerweiterung geplant, nach der Fertigstellung soll die neue moderne Arena ca. 20.000 Zuschauer fassen.
Das Stadion wurde bei der Fußball-Europameisterschaft 2012 als Trainingsplatz genutzt.

## Galerie

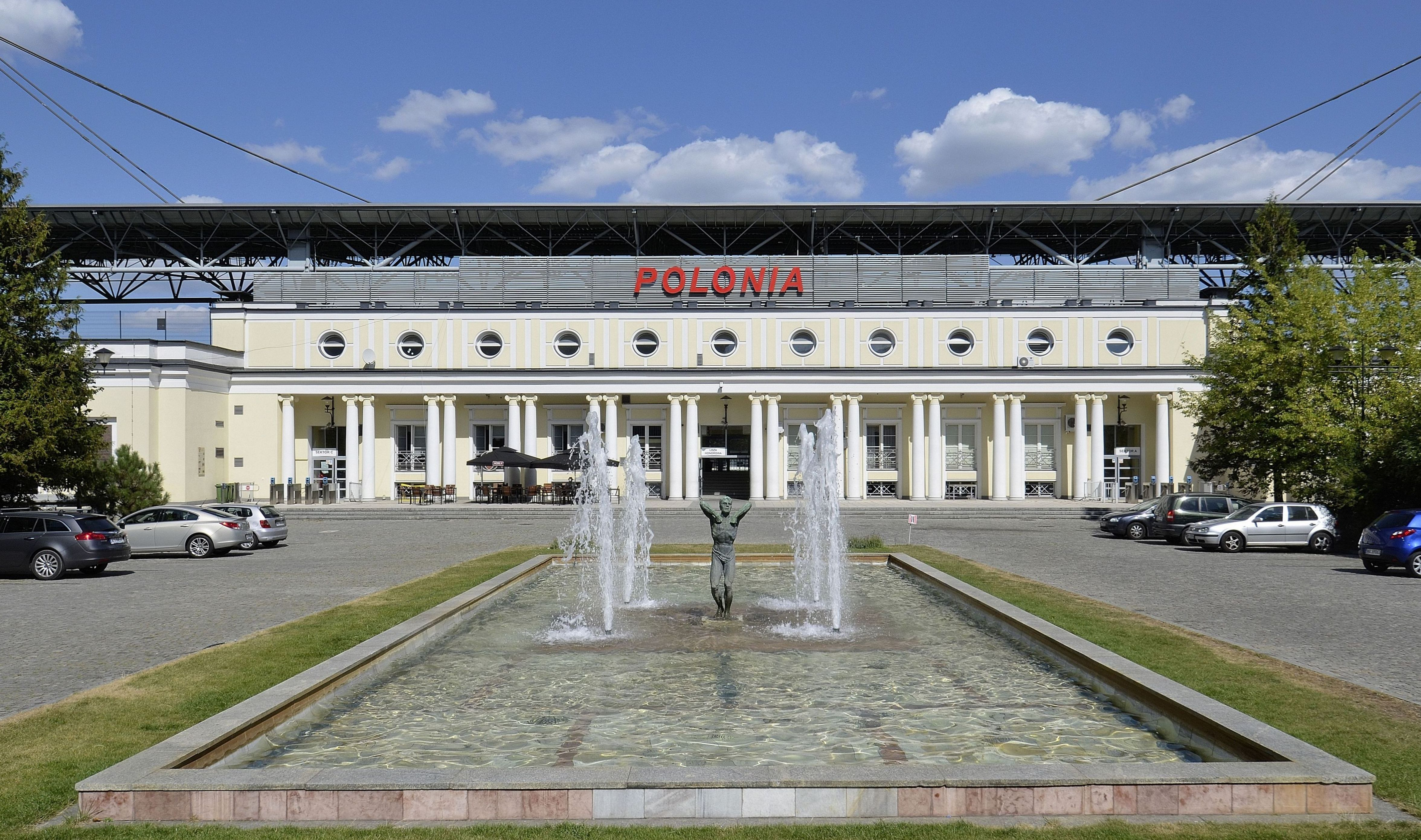
Haupttribüne von außen (2015)
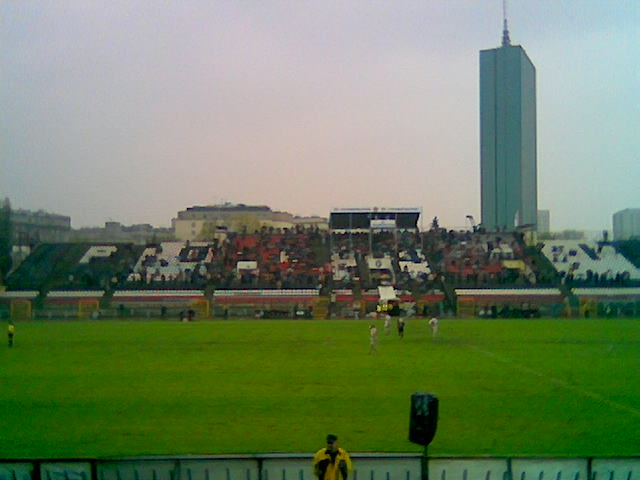
Kamienna noch ohne Dach (2006)
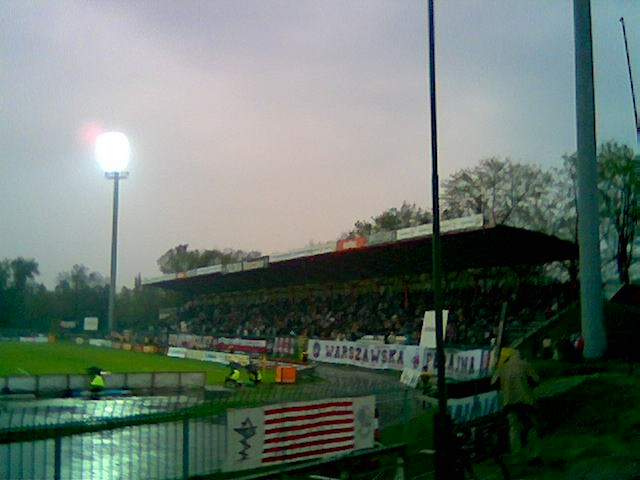
Haupttribüne (2006)
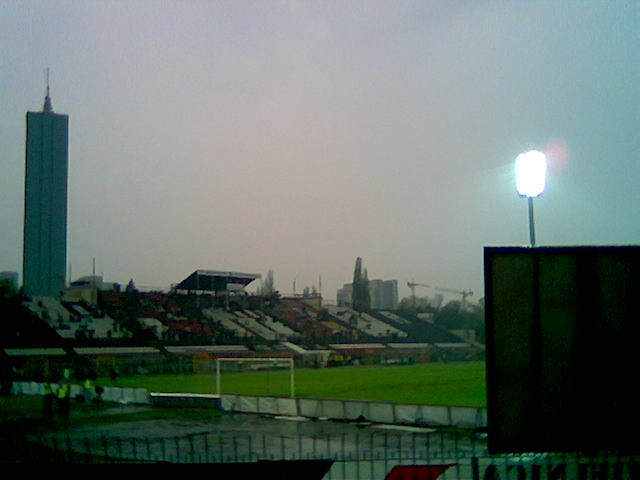
Kamienna (2006)